# Maria Aparecida Schumaher

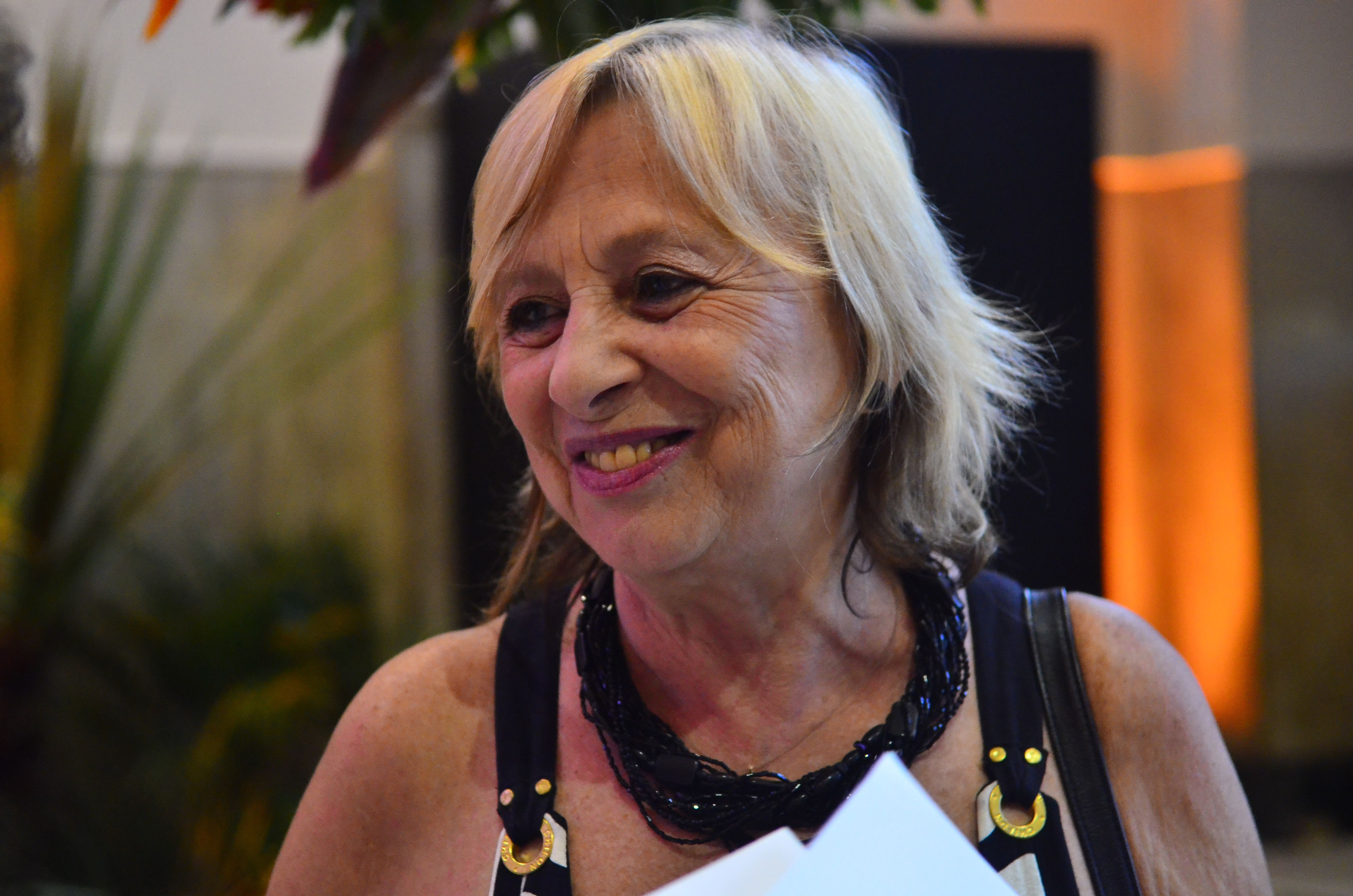
Schuma Schumaher (2015)

Maria Aparecida Schumaher, bekannt als Schuma Schumaher, (* im 20. Jahrhundert in Brasilien) ist eine brasilianische Erziehungswissenschaftlerin, Autorin und Feministin.

## Leben
Über Herkunft und frühe Lebensdaten ist wenig bekannt geworden. Schuma Schumaher ist seit den 1970er Jahren aktive Feministin. Von 1976 bis 1978 studierte und graduierte sie sich in Erziehungswissenschaft an der Faculdade de Ciências e Letras „Prof. José Augusto Vieira“ (FCL) in Machado, heute das Centro Superior de Ensino e Pesquisa de Machado (CESEP) im Bundesstaat Minas Gerais. Sie war Mitgründerin der Nichtregierungsorganisation REDEH Rede de Desenvolvimento Humano (deutsch: Netzwerk für Menschliche Entwicklung), das sich insbesondere für Frauenrechte einsetzt, und ist aktuell (2018) weiterhin in der Geschäftsführung tätig.
Von 1985 bis 1988 war sie für Öffentlichkeitsarbeiten im brasilianischen Justizministerium tätig, von 1988 bis 1990 als Beraterin im Kulturministerium beschäftigt, von 1991 bis 1994 im Conselho Estadual da Condição Feminina de São Paulo im Bundesstaat São Paulo und von 1996 bis 2000 Generalkoordinatorin im Conselho Estadual dos Direitos da Mulher. Sie organisierte Kampagnen wie der Articulação de Mulheres Brasileiras (AMB).
Sie schrieb Beiträge u. a. für die Revista Estudos Feministas zu Themen wie Abtreibung in Brasilien, häuslicher Gewalt oder Frauen in der Politik. Als Autorin und Herausgeberin wurde sie insbesondere durch die mit brasilienweiter Unterstützung verfassten biografischen Lexika Dicionário mulheres do Brasil mit Lebensläufen zu 900 Brasilianerinnen sowie Mulheres negras do Brasil zu Afrobrasilianerinnen bekannt. Letzteres Werk wurde mehrfach ausgezeichnet, darunter 2008 in der Sparte Humanwissenschaften mit dem Prêmio Jabuti.
2004 wurde sie mit dem Diploma Bertha Lutz ausgezeichnet und gehörte 2005 zu den 52 Brasilianerinnen, die aus diesem Land für den Friedensnobelpreis vorgeschlagen worden waren.

## Schriften
- O feminismo na virada do século XIX/XX. REDEH, Rio de Janeiro 2000.
- Schuma Schumaher, Érico Vital Brazil (Hrsg.): Dicionário mulheres do Brasil. De 1500 até a atualidade. Zahar, Rio de Janeiro 2000, ISBN 85-7110-573-1. (2. Auflage 2001: Digitalisat in academia.edu).
- Schuma Schumaher, Érico Vital Brazil: Um Rio de mulheres. A participação das fluminenses na história do estado Rio de Janeiro. REDEH, Rio de Janeiro 2003, ISBN 85-89562-01-8.
- Gogó de Emas. A participação das mulheres na história do Estado de Alagoas. REDEH, São Paulo 2004, ISBN 85-89562-02-6.
- Schuma Schumaher, Érico Vital Brazil (Hrsg.): Mulheres negras do Brasil. SENAC, Rio de Janeiro 2006, ISBN 978-85-7458-225-2.
- Schuma Schumaher, Antonia Ceva: Mulheres no Poder. Trajetórias na política a partir da luta das sufragistas. Edições de Janeiro, Rio de Janeiro 2015, ISBN 978-85-67854-80-9.
- [u. a.]: Mulheres. Um século de transformações. Lacre / Agência O Globo, Rio de Janeiro 2016, ISBN 978-85-64833-30-2.